# Eleutherodactylus teretistes
Espèce
Synonymes
- Syrrhophus teretistes Duellman, 1958

Statut de conservation UICN

 DD  : Données insuffisantes
Eleutherodactylus teretistes est une espèce d'amphibiens de la famille des Eleutherodactylidae.

## Répartition
Cette espèce est endémique du Mexique. Elle se rencontre dans les États de Nayarit, du Sinaloa et de Durango de 840 à 1 200 m d'altitude dans la Sierra Madre Occidentale.

## Description
Le mâle holotype mesure 25,3 mm.

## Publication originale
- Duellman, 1958 : A review of the frogs of the genus Syrrhophus in western Mexico. Occasional papers of the Museum of Zoology University of Michigan, no 594, p. 1-15 (texte intégral).